# Constitutionnalisme de common law
En droit constitutionnel des pays de common law, le constitutionnalisme de common law peut être défini comme étant « la théorie selon laquelle les principes juridiques tels que l’équité et l’égalité résident dans la common law, sont constitutifs de la légalité et guident (ou devraient guider) l’interprétation des lois lors du contrôle judiciaire ».
Cette théorie existe notamment en droit canadien et en droit britannique. Elle a entre autres pour objet de modérer les conséquences potentiellement néfastes d'une application excessive de la souveraineté parlementaire, comme la possibilité juridique théorique pour l'État de commettre des massacres en dérogeant au droit à la vie au moyen d'une disposition de dérogation aux Chartes des droits, ou la possibilité d'obtenir des conversions forcées à une quelconque idéologie ou religion en utilisant son même pouvoir de déroger aux droits.      
Cela dit, le théorie du constitutionnalisme de common law est rejetée par plusieurs éminents constitutionnalistes canadiens lorsque la clause nonobstant est utilisée,.

## Énoncé de certains droits prévus par la common law en droit canadien

### Common law canadienne
Par exemple, l'arrêt Saumur c. Ville de Québec  de 1953 affirme que la liberté de religion est un principe fondamental et dit que c'est le gouvernement fédéral qui la protège. L'arrêt Big M. Drug Mart de 1985 observe qu'il existe un rapport de connexité entre le multiculturalisme de l'art. 27 de la Charte et la liberté de religion. L'arrêt Roncarelli c. Duplessis souligne l'importance du principe de l'État de droit face à un homme politique (Maurice Duplessis) qui avait sanctionné économiquement un citoyen en raison de son soutien à un groupe religieux minoritaire. Le justiciable peut prétendre que la loi a un objet déguisé, comme dans l'arrêt R. c. Morgentaler de 1993. Le justiciable a le droit de prétendre que l'objectif de la loi est formulé en des termes trop abstraits, contrairement aux exigences des arrêts Thomson et Dagenais. Dans l'arrêt Brassard et al. c. Langevin de 1877 concernant les allégations d'influence indue, la Cour suprême fonde son jugement en mettant en balance la liberté politique avec la liberté de croyance et la possibilité d'un abus de droit de l'une d'entre elles par rapport à l'autre.

### Arrêts canadiens du Comité judiciaire du Conseil privé
Plusieurs arrêts canadiens du Comité judiciaire du Conseil privé ont contribué de manière significative au développement de l'interprétation législative du partage des compétences fédérales-provinciales et ont reconnu l'existence de certains droits. À titre d'exemples, l'arrêt Edwards c. A.G. of Canada reconnaît aux femmes le droit de siéger au Sénat et de participer à la vie politique parce qu'elles sont des personnes au sens du Bill of Rights. L'arrêt Guibord de 1874 reconnaît le droit à la réputation posthume d'un défenseur de la liberté de conscience qui veut être enterré dans le cimetière de son choix.

### Common law britannique vers 1867
Certains arrêts de la common law britannique telle qu'elle était au moment de la Confédération en 1867 énoncent des règles à caractère constitutionnel. Par exemple, l'arrêt Semayne de 1604 énonce le droit de protéger sa demeure (la doctrine du château). L'arrêt Somerset c. Stewart de 1772 énonce le droit à la protection contre l'esclavage. L'arrêt Dr Bonham de 1610 énonce la possibilité dans certains cas d'obtenir le contrôle judiciaire des lois du Parlement. L'arrêt Calvin de 1608 énonce des règles concernant les droits de nationalité des personnes nées au pays et affirme que la common law accepte le droit naturel comme source de droit. Dans les écrits des juristes britanniques du XVIIIe siècle comme Matthew Hale, le droit naturel est généralement associé à la liberté de conscience.